# Gasspeicher Haidach

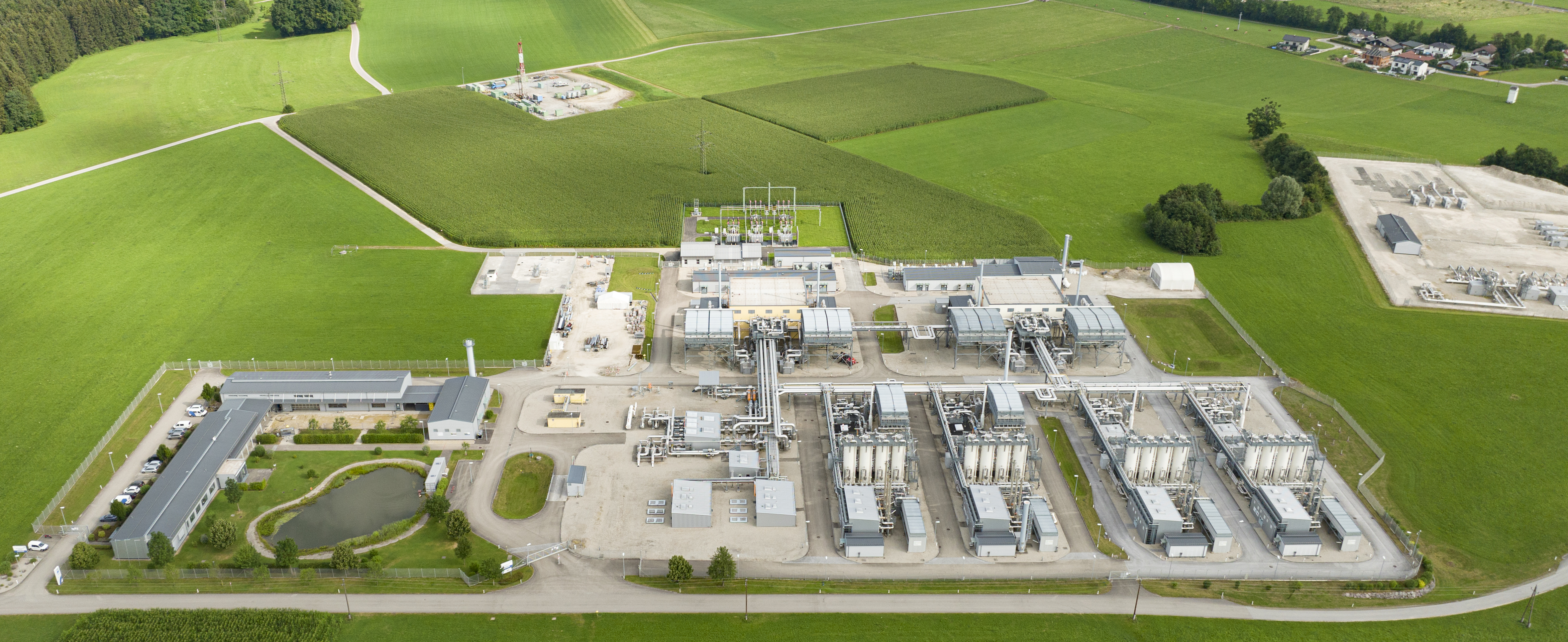
Blick auf den Gasspeicher Haidach

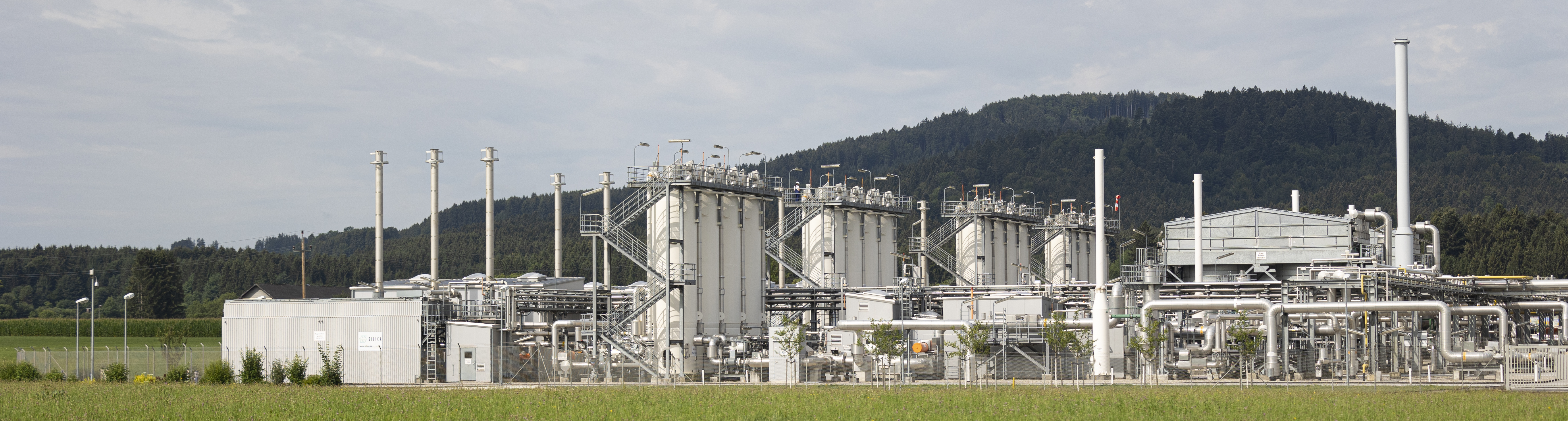
Blick aus Richtung Straßwalchen

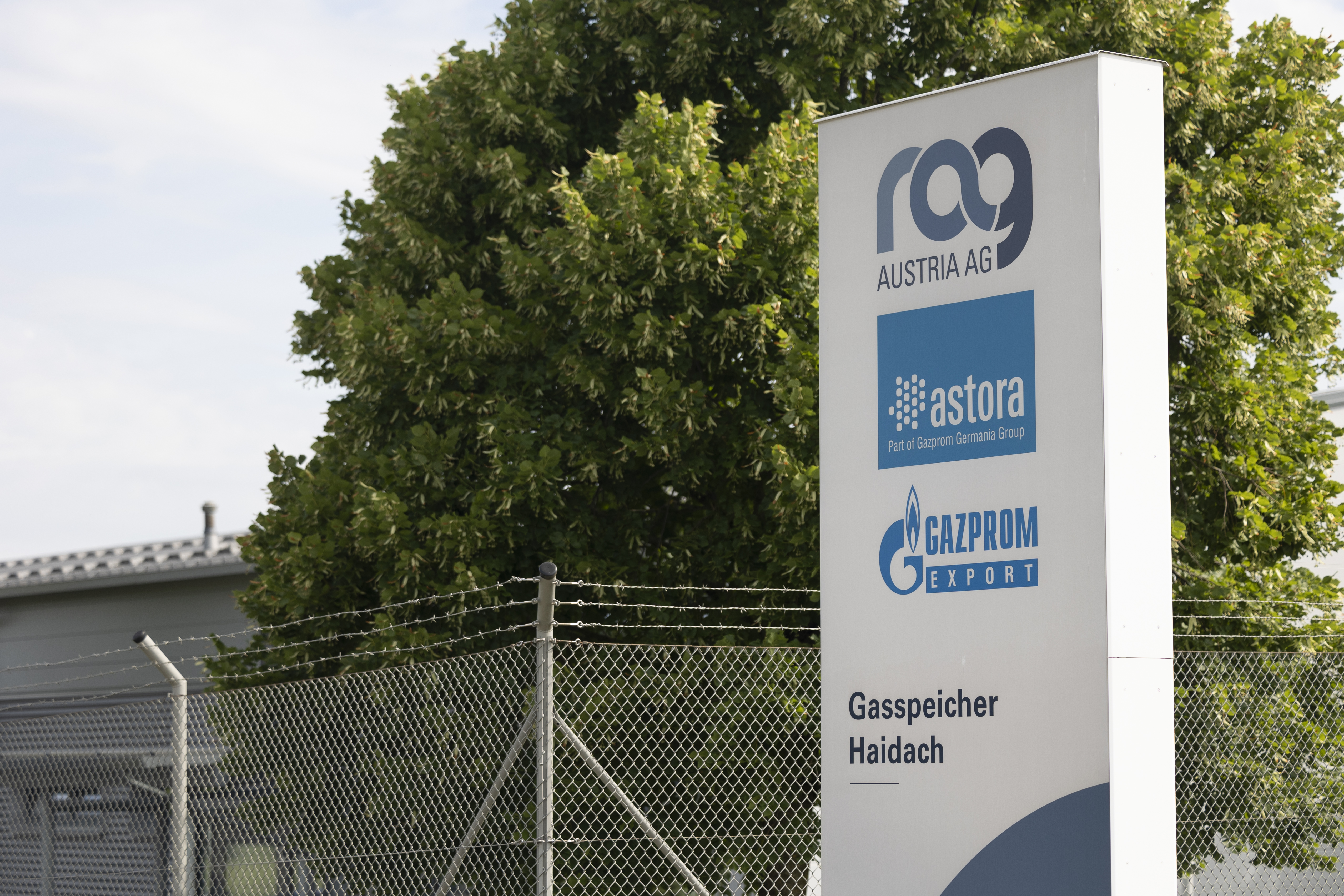
Eingangsbereich

Der Gasspeicher Haidach ist ein Untergrundspeicher in einer 1997 gefundenen ehemaligen Erdgaslagerstätte 1600 Meter unter Straßwalchen-Haidach bei Salzburg. Er gilt als der zweitgrößte Speicher Mitteleuropas.

## Beschreibung
Das Speichergestein in Haidach ist mit teilweise über 100 Metern ungewöhnlich mächtig und erstreckt sich über 17,5 Quadratkilometer. Pro Stunde können bis zu rund eine Million Kubikmeter Erdgas eingespeichert oder entnommen werden. Europaweit gibt es nur wenige Erdgaslagerstätten, die das ermöglichen. Der Erdgasspeicher Haidach hat ein Arbeitsgasvolumen von über 2,6 Milliarden Kubikmetern, womit er ein größeres Volumen aufweist als die fünf bayerischen Gasspeicher zusammen. Er ist ausschließlich an das deutsche Erdgasnetz angeschlossen und beliefert u. a. das Chemiedreieck im Südosten Bayerns.

## Geschichte

### Inbetriebnahme
Der Speicher wurde 2007 als Joint Venture von RAG Austria, Gazprom Export und Wingas in Betrieb genommen.

### Eigentumsverhältnisse
Die Anlage gehört zu einem Drittel RAG Austria und zu zwei Dritteln dem russischen Unternehmen Gazprom über die Tochterfirmen Gazprom Germania, Wingas sowie Centrex Europe Energy & Gas. RAG Austria hat die Anlage gebaut und ist technischer Betreiber des Speichers, hat aber keinen Einfluss auf die Vermarktung des Gases. Den Vertrieb verantwortet zu einem Drittel das Unternehmen Astora als Tochter von Gazprom Germania und zu zwei Drittel GSA (Tochter von Gazprom Export).

### Russischer Überfall auf die Ukraine
Im Mai 2022, drei Monate nach Beginn des russischen Überfalls auf die Ukraine, wurde bekannt, dass das Drittel von Astora normal befüllt wird und die zwei Drittel von GSA seit dem 29. März 2022 leer sind. Zwar wurde Gazprom Germania am 4. April 2022 unter treuhänderische Verwaltung der deutschen Bundesnetzagentur gestellt, diese kann GSA aber (Stand 13. Mai 2022) nicht beeinflussen.
Der österreichische Bundeskanzler Karl Nehammer (ÖVP, Bundesregierung Nehammer) forderte Gazprom auf, den Gasspeicher umgehend wiederaufzufüllen. Andernfalls „überlegen wir uns Maßnahmen, damit er gefüllt werden muss“. Man arbeite an einem gesetzlichen Rahmen, um Zugriff auf den Speicher zu bekommen, wenn dieser eine gewisse Zeit leer steht. Vizekanzler Kogler (Grüne) äußerte, der Speicher bleibe „aus politischen Erpressungsgründen leer“.
Am 30. Juni 2022 wurde eine Novelle des Gaswirtschaftsgesetzes im österreichischen Bundesgesetzblatt veröffentlicht. Sie ermöglicht es der Energie-Regulierungsbehörde E-Control, die von Gazprom ungenutzten Speicherkapazitäten an ein anderes Unternehmen zu vergeben. Das Gesetz verpflichtet den ‚Speichernutzer‘ (hier Gazprom Export), „die von ihm vollständig oder teilweise systematisch nicht genutzte gebuchte Kapazität unverzüglich“ anderen anzubieten oder dem Speicherunternehmen (hier die Gazprom-Tochter GSA) zurückzugeben.
Sollte der Speichernutzer dieser Verpflichtung nicht nachkommen, muss das Speicherunternehmen „dem Speichernutzer nach unverzüglicher schriftlicher Ankündigung unverzüglich seine gebuchten, jedoch systematisch ungenutzten Speicherkapazitäten“ entziehen (§ 104 Absatz 4). Als systematisch ungenutzt gelten gebuchte Speicherkapazitäten, die zum 1. Juli zu weniger als 10 Prozent genutzt werden („Use it or lose it“-Prinzip).
Zu diesem Zeitpunkt war der Gasspeicher Haidach nur an das deutsche Gasnetz angeschlossen, sodass nur die westlichen Bundesländer Tirol und Vorarlberg über dieses Netz Gas beziehen können. Die österreichische Regierung (Bundesregierung Nehammer) plant, dass auch das ostösterreichische Gasleitungsnetz angeschlossen wird.

## Vergleich mit dem Gasspeicher Rehden
Auch der Gasspeicher Rehden, Deutschlands größter Erdgasspeicher, war Anfang April 2022 zu 99,5 % leer. Am 4. April 2022 stellte das deutsche Bundesministerium für Wirtschaft und Klimaschutz das Unternehmen Gazprom Germania unter Treuhand der Bundesnetzagentur.